# Titus Flavius Virilis
Titus Flavius Virilis war ein im 2. Jahrhundert n. Chr. lebender Angehöriger der römischen Armee. Durch eine Inschrift, die in Lambaesis gefunden wurde, ist seine militärische Laufbahn bekannt.
Virilis wurde als einfacher Soldat vermutlich in die Legio II Augusta rekrutiert. Er diente als Centurio in den folgenden Legionen (in dieser Reihenfolge): zunächst in den drei Legionen, die in der Provinz Britannia stationiert waren, in der Legio II Augusta, die ihr Hauptlager in Isca Silurum hatte, in der Legio XX Valeria Victrix, die ihr Hauptlager in Deva Victrix hatte, und in der Legio VI Victrix, die ihr Hauptlager in Eburacum hatte. Danach wurde er erneut in die Legio XX Valeria Victrix versetzt. Im Anschluss diente er in zwei weiteren Legionen, zunächst in der Legio III Augusta, die ihr Hauptlager in Lambaesis in der Provinz Africa hatte, und danach als Hastatus posterior in der 9. Kohorte der Legio III Parthica Severiana, die ihr Hauptlager in Nisibis in der Provinz Mesopotamia hatte.
Virilis stammte vermutlich ebenso aus Britannien wie seine Ehefrau. Er starb im Alter von 70 Jahren (vixit annis LXX) und hatte 45 Jahre in der Armee gedient (stipendiorum XXXXV). Der Grabstein wurde durch seine Ehefrau Lollia Bodicca und die beiden Söhne Flavius Victor und Flavius Victorinus errichtet. Die Kosten für den Grabstein betrugen 1200 Sesterzen.

## Legio III Parthica
Die Legio III Parthica wurde im Jahr 197 von Kaiser Septimius Severus (193–211) für einen Feldzug gegen die Parther ausgehoben. Virilis kann daher frühestens 197 in dieser Legion gedient haben. Aufgrund des Beinamens Severiana diente er entweder während der Regierungszeit von Septimius Severus oder von Severus Alexander (222–235) in der Legion.
Da sein Grabstein in Lambaesis errichtet wurde, nahm Eric Birley an, dass Virilis in der neu aufgestellten Legio III Parthica als Ausbilder tätig war und aus der Armee ausschied, ohne mit der Legion nach Mesopotamien zu ziehen. Von anderen Historikern wurde dagegen vermutet, dass er bald nach seiner Versetzung starb und daher seine neue Dienststelle nicht mehr antreten konnte.
Die Inschrift wird bei der EDCS auf 197/235 datiert. James Robert Summerly datiert das Ende der Laufbahn von Virilis in die Regierungszeit von Severus Alexander (222–235).